# Albert Krebs (Gauleiter)
Albert Krebs (* 3. März 1899 in Amorbach; † 26. Juni 1974 in Hamburg) war ein deutscher Politiker und 1928 kurzzeitig Gauleiter der NSDAP in Hamburg.

## Leben

### Ausbildung
Krebs, Sohn eines höheren Archivbeamten, legte nach dem Besuch eines Gymnasiums in Aschaffenburg 1917 das Abitur ab und meldete sich anschließend freiwillig zum Militär; er kam aber im Krieg nicht zum Einsatz.
Im März 1919 wurde er aus dem Militärdienst entlassen. Danach begann er sein Studium der Germanistik, Geschichte, Nationalökonomie und der Sprache Englisch, das er in Würzburg, Tübingen, Marburg und Frankfurt am Main absolvierte. 1922 promovierte er und schloss sich im selben Jahr der NSDAP an.
Bereits vor dem Krieg hatte sich Krebs in der Jugendbewegung betätigt; außerdem war er während des Studiums in der Deutschen Gildenschaft und in den Freikorps Epp und Oberland.

### Politische Laufbahn bis 1940
Ab März 1925 fungierte er als „Referent für politische Erziehung und volksbürgerliche Arbeitsgemeinschaften“ (Abteilung 17) bei der völkisch-antisemitisch ausgerichteten Angestelltengewerkschaft Deutschnationaler Handlungsgehilfen-Verband (DHV) in Berlin-Spandau. Nach der Neugründung der NSDAP trat ihr Krebs zum 10. Mai 1926 erneut bei (Mitgliedsnummer 35.589) und wurde in einer Versammlung der Hamburger NSDAP, die vorher vom Gau zur Ortsgruppe zurückgestuft worden war, am 4. November 1926 zu deren Leiter ernannt. Mit ihm rückte „in der NSDAP eine jüngere Generation und eine moderne soziale Schicht, der ‚neue Mittelstand der Angestellten und Akademiker‘, nach vorne“. Unter seiner Führung erlebte die NSDAP bald einen Aufschwung. Ende 1927 errichtete Krebs eine Rednerschule, ab Februar 1928 erschien als erste nationalsozialistischen Zeitung in Hamburg wöchentlich das Hamburger Volksblatt. Die Anzahl der Parteimitglieder stieg von 130 im November 1926 auf über auf 600 Mitglieder im Jahre 1928.
Nachdem die Hamburger Ortsgruppe am 26. Februar 1928 erneut zum Gau aufstiegen war, wurde Krebs Gauleiter. In dieser Funktion setzte er sich im Rahmen der Berliner Betriebszellenbewegung zusammen mit Johannes Engel für eine reichsweite Ausdehnung und Zusammenfassung der lokalen nationalsozialistischen Angestelltenorganisationen ein. Damit sollte verhindert werden, „dass bei einer Untätigkeit der Parteileitung überall wilde Angestelltenausschüsse emporwachsen, die gar nicht zu kontrollieren sind.“
Dies löste parteiinterne Streitereien aus, bei denen Krebs sich von der Parteileitung in München zu wenig unterstützt fühlte. Als Konsequenz trat er im Mai 1928 – nach nur 3 Monaten – als Gauleiter zurück. Offiziell wurde seine Amtszeit allerdings im September 1928 beendet; während dieser Übergangsphase wurde der Gau kommissarisch von Schleswig-Holstein aus geleitet, tatsächlich bestimmte der Gaugeschäftsführer und Abgeordnete der Bürgerschaft Wilhelm Hüttmann die Richtung.
Im April 1930 übernahm Krebs die Leitung der Betriebszellenorganisation von Hamburg.
Ab 1931 arbeitete er als ehrenamtlicher Chefredakteur der NS-Tageszeitung Hamburger Tageblatt. Wegen eines am 18. Mai 1932 darin veröffentlichten kritischen Artikels gegen Kurt von Schleicher, in dem er u. a. behauptete, Schleicher wolle „nur mit den Nationalsozialisten spielen, wie er vorher mit anderen Gruppen spielte, um sie hernach seinem eisigen Ehrgeiz zu opfern“, wurde Krebs von Adolf Hitler persönlich gemaßregelt und zum 20. Mai 1932 aus der Partei ausgeschlossen.
Beruflich setzte er seine Tätigkeit als Volksbildungs- und Kulturreferent beim DHV bis zu dessen Auflösung im April 1934 fort. In den folgenden Jahren bekleidete er verschiedene Positionen innerhalb der Hamburger Kulturverwaltung: Im September 1934 wurde er zum Leiter der Hamburger Öffentlichen Bücherhallen ernannt. Vier Jahre später war er bereits in der „Verwaltung für Kunst und Kultur“ angestellt. 1940 wurde er zum Senatsdirektor befördert.

### Reichskommissariat Ostland
Nach dem Überfall auf die Sowjetunion wurde Krebs als Sonderführer der Propaganda-Abteilung Ostland im Reichskommissariat Ostland (RKO) zugeteilt und übernahm in den Städten Riga und Reval den Kulturbereich. Außerdem war er Gebietskommissar des Bezirkes Orscha im Hauptkommissariat Wizebsk. Militär- und Zivilverwaltung, Polizei, SS und einheimische Verbände im RKO waren nachweislich an Maßnahmen gegen Juden und am Holocaust beteiligt. Dass dies auch für die dortigen Gebietskommissare zutraf, zeigt das Beispiel von Hans Gewecke. Gewecke hatte 1958 vor einem Lübecker Gericht gestanden, dass er auch bei der Erfassung von Juden und deren Eigentum und bei Überführungen von Juden in Ghettos mitgeholfen habe.
Über die 1942 vermittelte Bekanntschaft mit Fritz-Dietlof von der Schulenburg wusste Krebs von den Umsturzplänen und auch vom bevorstehenden Attentat auf Hitler. Nach dessen Scheitern, am 20. Juli 1944, tauchte er unter.

### Nachkriegszeit
Im Entnazifizierungsverfahren wurde er 1947 als „Entlasteter“ eingestuft, mit der Auflage, sich nicht mehr politisch zu betätigen. Im Berufungsverfahren, das im Oktober 1949 stattfand, wurde das Verbot aufgehoben.
Politisch engagierte er sich in der Vertriebenenpartei GB/BHE, für die er 1953 zur Bundestagswahl erfolglos auf der Landesliste Hamburg kandidierte.

## Autobiographie
In seiner 1959 veröffentlichten Autobiografie zeichnete Krebs sich als einen von den politischen Ideen und Zielen des Nationalsozialismus zunächst beeindruckten Zeitgenossen, der sich nach persönlichen Erfahrungen mit dem diktatorischen Führungsstil Hitlers und der „Inkompetenz im NS-Führerstaat“ enttäuscht aus dem politischen Leben zurückzog.

## Werke
- Vom Marxismus zum Sozialismus, 1932
- Rebell von Gottes Gnaden, Roman über Reichsfreiherr vom Stein, 1937
- Erzählungen von tapferen Herzen, 1939
- Tendenzen und Gestalten der NSDAP. DVA, Stuttgart 1959.[15]
  - The infancy of Nazism. Memoirs of Ex-Gauleiter Albert Krebs 1923–1933. Hrsg. und übers. William Sheridan Allen. Franklin Watts, New Viewpoints, NY 1976, ISBN 0-531-05376-8.